# 欧洲E52公路
欧洲E52公路（英語：European route E52）是欧洲高速公路的一部分，途径法国、德国、奥地利。起点在法国的斯特拉斯堡，经德国，终点在奥地利的萨尔茨堡。

## 路线
斯特拉斯堡- 凯尔 -巴登-巴登-卡尔斯鲁厄-普福尔茨海姆-斯图加特-乌尔姆-奥格斯堡-慕尼黑-罗森海姆-萨尔茨堡。